# Liberatius de Cartago
Liberatius de Cartago fue el autor de una importante obra histórica conciernente a las controversias monofisita y nestoriana de los siglos V y VI.
En el año 535 fue enviado a Roma como legado del Gran Sínodo Nacional Africano de 217 obispos, para consultar al papa Agapito I acerca de varias cuestiones. Como la mayor parte de los africanos del norte, se oponía vehementemente al edicto de Justiniano de los "tres capítulos".
Compuso una obra respecto a las dos grandes herejías de su época, intentando mostrar cuan equivocado estaba el edicto de Justiniano. Esta obra se denomina Breviarium causae Nestorianorum et Eutychianorum (Una corta historia de los asuntos de Nestorio y Eutiquiano) y es a menudo mencionado como el Breviarium de Liberatus.
El breviarium comienza con la ordenación de Nestorio y termina con el V concilio ecuménico. Utiliza como fuentes la Historia Tripartita de Casiodoro, actas de sínodos y cartas de otros padres de la iglesia de la época. A pesar de sus evidentes sesgos y su indignación contra los monofisitas y los involucrados en la condenación de los 3 capítulos, su historia está muy bien escrita y es una importante fuente para el estudio de estas controversias.